# تاخیر شبکه

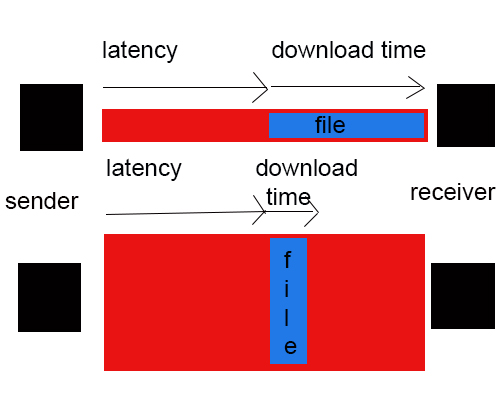
تاخیر شبکه

تأخیر شبکه یکی از ویژگی‌های طراحی و عملکرد یک شبکه مخابراتی است. تأخیر شبکه، نهفتگی برای حرکت یک بیت داده از یک نقطه ارتباط به نقطه دیگر را مشخص می‌کند. تأخیر معمولاً بر حسب ضریب یا کسری از ثانیه اندازه‌گیری می‌شود. اندازه تأخیر ممکن است بسته به اینکه کدام دو نقطه از مسیر را در نظر گرفته‌ایم، کمی متفاوت باشد. مهندسان معمولاً هم حداکثر و هم متوسط تأخیر را گزارش می‌کنند و تأخیر را به چند قسمت تقسیم می‌کنند:
- تأخیر پردازشی – زمانی که برای یک رهیاب طول می‌کشد تا سرآیند بستک (header packet) را پردازش کند.
- تاخیر صف – مجموع زمان‌هایی که بسته در صف‌های مسیریابی صرف می‌کند.
- تاخیر انتقال – زمانی که طول می‌کشد تا بیت‌های بستک روی پیوند قرار بگیرند.
- تاخیر انتشار – زمان انتشار یک سیگنال از طریق رساناست.

همیشه سطحی حداقلی از تأخیر برای سینگال‌ها، به علت ماهیت ترتیبی‌بودن انتقال از طریق یه پیوند وجود دارد. این تأخیر می‌تواند به دلیل ازدحام شبکه افزایش یابد. اندازه تاخیرها روی شبکه‌های IP می‌تواند از چند تا چند صد میلی ثانیه باشد.